# Sprawiedliwość i Wolność
Sprawiedliwość i Wolność (wł. Giustizia e Libertà [dʒuˈstittsja e liberˈta]) – włoska organizacja antyfaszystowska działająca w latach 1929–1945.

## Historia

Flaga używana przez ugrupowanie

Grupa sformowana została w 1929 roku. Jej twórcą był Carlo Rosselli. Członkowie grupy jako ochotnicy wzięli udział w hiszpańskiej wojnie domowej, w której poparli republikanów. W 1942 roku członkowie organizacji utworzyli Partito d'Azione. Od 1943 do 1945 roku we Włoszech działały oddziały partyzanckie podlegające Sprawiedliwości i Wolności.

## Ideologia
Sprawiedliwość i Wolność była ruchem niekomunistycznej lewicy. Organizacja głosiła liberalno-socjalistyczne poglądy. Celem ugrupowania było utworzenie republikańskiego i demokratycznego rządu.